# Lijst van rijksmonumenten in 's-Hertogenbosch (plaats)
De stad 's-Hertogenbosch telt 513 inschrijvingen in het rijksmonumentenregister. Hieronder een overzicht. 

## Binnenstad-Noord en De Hofstad
In de buurten Binnenstad-Noord en De Hofstad, tussen het oude Centrum en de wijk De Muntel en ingeklemd door de Dieze en de Aa, bevinden zich 4 rijksmonumenten. Zie hieronder een overzicht.
| Object                                          | Oorspronkelijke functie? | Bouwjaar  | Architect | Locatie                   | Coördinaten?                  | Nr.?   | Afbeelding        |
| ----------------------------------------------- | ------------------------ | --------- | --------- | ------------------------- | ----------------------------- | ------ | ----------------- |
| Kruithuis                                       | Gebouw                   | 1618-1620 |           | Citadellaan (Kruithuis) 7 | 51° 41' 37" NB, 5° 18' 18" OL | 21594  | Meer afbeeldingen |
| Vrijgelegen voormalig medisch consultatiebureau | Gezondheidszorg          | 1934      |           | Citadellaan 24            | 51° 41' 41" NB, 5° 18' 15" OL | 522448 | Meer afbeeldingen |
| Watertoren                                      | Nutsbedrijf              | 1885      | J. Kalff  | Hinthamereinde 73         | 51° 41' 26" NB, 5° 19' 1" OL  | 522464 | Meer afbeeldingen |
| In het fort citadel een kazerne                 | Militair verblijfsgebouw |           |           | Zuid Willemsvaart 2       | 51° 41' 43" NB, 5° 18' 13" OL | 21941  | Meer afbeeldingen |

## Centrum
Zie voor de 401 rijksmonumenten in het centrum van 's-Hertogenbosch de Lijst van rijksmonumenten in 's-Hertogenbosch/Centrum.

## De Muntel
De wijk De Muntel kent 5 rijksmonumenten. Zie hieronder een overzicht.
| Object                       | Oorspronkelijke functie?  | Bouwjaar  | Architect | Locatie                                  | Coördinaten?                  | Nr.?   | Afbeelding             |
| ---------------------------- | ------------------------- | --------- | --------- | ---------------------------------------- | ----------------------------- | ------ | ---------------------- |
| Benzinestation               | Nijverheid                | 1929      | H. Danser | Citadellaan 26                           | 51° 41' 47" NB, 5° 18' 15" OL | 522449 | Meer afbeeldingen      |
| Rückertbrug                  | Brug                      | 1920      |           | Jan de la Barlaan/Van Berckelstraat      | 51° 41' 33" NB, 5° 18' 34" OL | 522440 | Meer afbeeldingen      |
| Nemiusklooster               | Klooster, kloosteronderdl | 1928-1929 | H.W. Valk | Nemiusstraat 4                           | 51° 41' 37" NB, 5° 18' 42" OL | 522498 | Meer afbeeldingen      |
| R.K. Ver. v. Groote Gezinnen | Woonhuis                  | 1921      |           | Pieter Vreedestraat 2 t/m 28 (even)      | 51° 41' 35" NB, 5° 18' 45" OL | 522445 | Meer afbeeldingen      |
| Blok arbeiderswoningen       | Woonhuis                  | 1933      |           | Willem van Nassaulaan 31 t/m 47 (oneven) | 51° 41' 50" NB, 5° 18' 24" OL | 522455 | Blok arbeiderswoningen |

## Deuteren
In en bij Deuteren bevinden zich 2 rijksmonumenten. Zie hieronder een overzicht.
| Object                        | Oorspronkelijke functie? | Bouwjaar | Architect | Locatie            | Coördinaten?                  | Nr.?   | Afbeelding        |
| ----------------------------- | ------------------------ | -------- | --------- | ------------------ | ----------------------------- | ------ | ----------------- |
| Op de hoek van de 100 Morgen  | Gebouw                   | 18e eeuw |           | Deutersestraat 4   | 51° 41' 11" NB, 5° 16' 15" OL | 21596  | Meer afbeeldingen |
| Moerputtenbrug en Venkantbrug | Brug                     |          |           | Moerputtenbrug ong | 51° 41' 15" NB, 5° 14' 53" OL | 492667 | Meer afbeeldingen |

## Hintham
In Hintham bevinden zich 6 rijksmonumenten. Zie hieronder een overzicht.
| Object                                         | Oorspronkelijke functie? | Bouwjaar  | Architect | Locatie                   | Coördinaten?                  | Nr.?   | Afbeelding                              |
| ---------------------------------------------- | ------------------------ | --------- | --------- | ------------------------- | ----------------------------- | ------ | --------------------------------------- |
| Grenssteen                                     | Gebouw                   |           |           | Graafseweg; bij Hintham 1 | 51° 42' 0" NB, 5° 20' 4" OL   | 21953  | Upload foto                             |
| Herenhuis                                      | Woonhuis                 | 1868      |           | Hintham 16                | 51° 42' 2" NB, 5° 20' 9" OL   | 522462 | Herenhuis                               |
| H. Annakerk                                    | Kerk en kerkonderdeel    | 1909-1910 |           | Hintham 43                | 51° 41' 60" NB, 5° 20' 23" OL | 522463 | Meer afbeeldingen                       |
| Herberg van het kempische langgeveltype        | Gebouw                   |           |           | Hintham 102, 104          | 51° 42' 3" NB, 5° 20' 34" OL  | 32722  | Herberg van het kempische langgeveltype |
| Villa Zuiderbosch + tuin                       | Woonhuis                 | 1884      |           | Hintham 152               | 51° 42' 8" NB, 5° 20' 54" OL  | 522417 | Villa Zuiderbosch + tuin                |
| Villa Zuiderbosch; toegangshek + lantaarnpalen | Erfscheiding             | 1884      |           | Hintham 152               | 51° 42' 6" NB, 5° 20' 55" OL  | 522418 | Meer afbeeldingen                       |

## Orthen
De 25 monumenten op begraafplaats Orthen zijn opgenomen op de lijst van rijksmonumenten op begraafplaats Orthen.
De wijk Orthen kent daarnaast nog één rijksmonument:
| Object      | Oorspronkelijke functie? | Bouwjaar  | Architect | Locatie                      | Coördinaten?                  | Nr.?  | Afbeelding        |
| ----------- | ------------------------ | --------- | --------- | ---------------------------- | ----------------------------- | ----- | ----------------- |
| Fort Orthen | Gebouw                   | 1630-1852 |           | Ketsheuvel (ongenummerd) ong | 51° 42' 20" NB, 5° 18' 28" OL | 21951 | Meer afbeeldingen |

## Oud-Empel
In Oud-Empel, een buurtschap aan de Maasdijk aan de noordkant van 's-Hertogenbosch, bevindt zich één rijksmonument.
| Object                  | Oorspronkelijke functie? | Bouwjaar | Architect | Locatie        | Coördinaten?                 | Nr.?   | Afbeelding  |
| ----------------------- | ------------------------ | -------- | --------- | -------------- | ---------------------------- | ------ | ----------- |
| Boerderij, met grupstal | Boerderij                | 1906     |           | Empelsedijk 15 | 51° 44' 7" NB, 5° 18' 12" OL | 522456 | Upload foto |

## Vughterpoort
In Vughterpoort bevinden zich 2 rijksmonumenten. Zie hieronder een overzicht.
| Object                   | Oorspronkelijke functie? | Bouwjaar  | Architect           | Locatie           | Coördinaten?                  | Nr.?   | Afbeelding        |
| ------------------------ | ------------------------ | --------- | ------------------- | ----------------- | ----------------------------- | ------ | ----------------- |
| Benzinestation           | Nijverheid               | 1933      | A.V.J.M. Meylink    | Bosscheweg (Q8) 1 | 51° 40' 31" NB, 5° 17' 32" OL | 522163 | Meer afbeeldingen |
| Villa Fort Sint Anthonie | Woonhuis                 | 1932-1934 | Hendrik Willem Valk | Vughterweg 74     | 51° 40' 37" NB, 5° 17' 35" OL | 522525 | Meer afbeeldingen |

## West
In 's-Hertogenbosch-West bevinden zich 3 rijksmonumenten. Zie hieronder een overzicht.
| Object                            | Oorspronkelijke functie? | Bouwjaar | Architect | Locatie             | Coördinaten?                  | Nr.?   | Afbeelding        |
| --------------------------------- | ------------------------ | -------- | --------- | ------------------- | ----------------------------- | ------ | ----------------- |
| 1931 Congrescentrum Brabanthallen | Handel en kantoor        | 1931     |           | Oude Engelenseweg 1 | 51° 41' 55" NB, 5° 17' 33" OL | 522513 | Meer afbeeldingen |
| Grasso complex; kantoorgebouw     | Handel en kantoor        | 1912     |           | Parallelweg 27      | 51° 41' 47" NB, 5° 17' 37" OL | 522433 | Meer afbeeldingen |
| Grasso complex; fabriekshallen    | Industrie                | 1912     |           | Parallelweg 25      | 51° 41' 49" NB, 5° 17' 37" OL | 522434 | Meer afbeeldingen |

## Het Zand
De wijk Het Zand kent 62 rijksmonumenten. Zie hieronder een overzicht.
| Object                                                                                  | Oorspronkelijke functie? | Bouwjaar                                 | Architect         | Locatie                                                                                             | Coördinaten?                  | Nr.?   | Afbeelding                                                                            |
| --------------------------------------------------------------------------------------- | ------------------------ | ---------------------------------------- | ----------------- | --------------------------------------------------------------------------------------------------- | ----------------------------- | ------ | ------------------------------------------------------------------------------------- |
| Goulmy & Baar                                                                           | Woonhuis                 | 1897 (noordelijk) en 1907 (west en oost) | P.Th. Stornebrink | Boschveldweg 72                                                                                     | 51° 41' 43" NB, 5° 17' 49" OL | 21586  | Meer afbeeldingen                                                                     |
| Voormalige meelfabriek                                                                  | Industrie                | 1909                                     |                   | Buitendijkstraat 25, 26                                                                             | 51° 41' 47" NB, 5° 17' 59" OL | 522444 | Meer afbeeldingen                                                                     |
| Heilig Hartbeeld                                                                        | Gedenkteken              | 1925                                     |                   | Emmaplein, tegenover 21                                                                             | 51° 41' 33" NB, 5° 17' 51" OL | 522453 | Meer afbeeldingen                                                                     |
| Dubbel woonhuis                                                                         | Woonhuis                 | 1927                                     | E. Nijsten        | Enckevoirtstraat 26, 28                                                                             | 51° 41' 11" NB, 5° 17' 40" OL | 522457 | Dubbel woonhuis                                                                       |
| Blok woonhuizen                                                                         | Woonhuis                 | 1900-1901                                |                   | Mayweg 7 t/m 35 (even en oneven), Guldenvliesstraat 5 t/m 27 (oneven), Hertogstraat 4 t/m 24 (even) | 51° 41' 13" NB, 5° 17' 38" OL | 522458 | Meer afbeeldingen                                                                     |
| Blok woonhuizen                                                                         | Woonhuis                 | 1900                                     |                   | Mayweg 36 t/m 80 (even en oneven), Guldenvliesstraat 6 en 8, Lekkerbeetjesstraat 3 t/m 11 (oneven)  | 51° 41' 13" NB, 5° 17' 36" OL | 522459 | Meer afbeeldingen                                                                     |
| Driedubbel woonhuis, per pand bestaand uit een boven- en benedenwoning                  | Woonhuis                 | 1898                                     |                   | Koninginnelaan 3 t/m 13 (oneven)                                                                    | 51° 41' 27" NB, 5° 17' 48" OL | 522532 | Meer afbeeldingen                                                                     |
| Woonblok van drie herenhuizen                                                           | Woonhuis                 | 1900                                     | P.Th. Stornebrink | Koningsweg 33, 35, 37, 39 ; Guldenvliesstraat 1,3                                                   | 51° 41' 13" NB, 5° 17' 39" OL | 522488 | Meer afbeeldingen                                                                     |
| Voormalige villa                                                                        | Woonhuis                 | 1910                                     |                   | Julianaplein 8                                                                                      | 51° 41' 17" NB, 5° 17' 45" OL | 522473 | Meer afbeeldingen                                                                     |
| Villa                                                                                   | Woonhuis                 | 1908                                     |                   | Julianaplein 10                                                                                     | 51° 41' 16" NB, 5° 17' 44" OL | 522474 | Meer afbeeldingen                                                                     |
| Woonhuis                                                                                | Woonhuis                 | 1909                                     |                   | Julianaplein 1                                                                                      | 51° 41' 21" NB, 5° 17' 43" OL | 522475 | Meer afbeeldingen                                                                     |
| In de wijk het zand aan het julianaplein gelegen herenhuis                              | Woonhuis                 | 1911                                     |                   | Julianaplein 7                                                                                      | 51° 41' 20" NB, 5° 17' 43" OL | 522476 | Meer afbeeldingen                                                                     |
| Woonhuis                                                                                | Woonhuis                 | 1909                                     |                   | Julianaplein 9                                                                                      | 51° 41' 20" NB, 5° 17' 43" OL | 522477 | Meer afbeeldingen                                                                     |
| Woonhuis                                                                                | Woonhuis                 | 1908                                     |                   | Julianaplein 11, 13                                                                                 | 51° 41' 19" NB, 5° 17' 42" OL | 522478 | Meer afbeeldingen                                                                     |
| Woonhuis                                                                                | Woonhuis                 | 1910                                     |                   | Julianaplein 19                                                                                     | 51° 41' 18" NB, 5° 17' 42" OL | 522480 | Meer afbeeldingen                                                                     |
| Woonhuis                                                                                | Appartementengebouw      | 1922                                     |                   | Kempenlandstraat 2 t/m 12                                                                           | 51° 41' 34" NB, 5° 17' 48" OL | 522454 | Meer afbeeldingen                                                                     |
| Dubbele woonhuis in expressionistische stijl                                            | Woonhuis                 | 1926                                     |                   | Koningsweg 4                                                                                        | 51° 41' 14" NB, 5° 17' 42" OL | 522485 | Dubbele woonhuis in expressionistische stijl                                          |
| Kantoorgebouw PNEM                                                                      | Handel en kantoor        | 1921                                     |                   | Koningsweg 66                                                                                       | 51° 41' 7" NB, 5° 17' 37" OL  | 522486 | Meer afbeeldingen                                                                     |
| Woonblok, bestaande uit een viertal herenhuizen                                         | Woonhuis                 | 1901                                     |                   | Koningsweg 1, 3, 5                                                                                  | 51° 41' 16" NB, 5° 17' 41" OL | 522487 | Meer afbeeldingen                                                                     |
| Voormalige herenhuizen met achtererf                                                    | Woonhuis                 | 1897                                     |                   | Oranje Nassaulaan 2, 4, 6, 8                                                                        | 51° 41' 24" NB, 5° 17' 47" OL | 522499 | Meer afbeeldingen                                                                     |
| Woonhuis                                                                                | Woonhuis                 | 1897                                     |                   | Oranje Nassaulaan 10                                                                                | 51° 41' 23" NB, 5° 17' 47" OL | 522500 | Meer afbeeldingen                                                                     |
| Nassauflat                                                                              | Woonhuis                 | 1902                                     |                   | Oranje Nassaulaan 12                                                                                | 51° 41' 22" NB, 5° 17' 46" OL | 522501 | Meer afbeeldingen                                                                     |
| In de wijk het zand gelegen voormalig dubbel herenhuis met achtererf                    | Woonhuis                 | 1901                                     |                   | Oranje Nassaulaan 14, 16                                                                            | 51° 41' 22" NB, 5° 17' 46" OL | 522502 | Meer afbeeldingen                                                                     |
| In de wijk het zand gelegen voormalig herenhuis met achtererf                           | Woonhuis                 | 1900                                     |                   | Oranje Nassaulaan 18                                                                                | 51° 41' 22" NB, 5° 17' 46" OL | 522503 | Meer afbeeldingen                                                                     |
| In de wijk het zand gelegen voormalig herenhuis met achtererf                           | Woonhuis                 | 1902                                     |                   | Oranje Nassaulaan 24                                                                                | 51° 41' 21" NB, 5° 17' 46" OL | 522505 | Meer afbeeldingen                                                                     |
| In de wijk het zand gelegen voormalig herenhuis met achtererf                           | Woonhuis                 | 1903                                     |                   | Oranje Nassaulaan 26                                                                                | 51° 41' 21" NB, 5° 17' 46" OL | 522506 | Meer afbeeldingen                                                                     |
| In de wijk het zand gelegen voormalig herenhuis                                         | Woonhuis                 | 1903                                     |                   | Oranje Nassaulaan 28, 28A                                                                           | 51° 41' 20" NB, 5° 17' 46" OL | 522507 | Meer afbeeldingen                                                                     |
| Woonhuis                                                                                | Woonhuis                 | 1903                                     |                   | Oranje Nassaulaan 1, 3, 5                                                                           | 51° 41' 23" NB, 5° 17' 45" OL | 522508 | Meer afbeeldingen                                                                     |
| Woonhuis                                                                                | Woonhuis                 | 1903                                     |                   | Oranje Nassaulaan 7, 9                                                                              | 51° 41' 22" NB, 5° 17' 44" OL | 522509 | Meer afbeeldingen                                                                     |
| Voormalige herenhuizen                                                                  | Woonhuis                 | 1903                                     |                   | Oranje Nassaulaan 11 t/m 21                                                                         | 51° 41' 22" NB, 5° 17' 44" OL | 522510 | Meer afbeeldingen                                                                     |
| In de wijk het zand gelegen herenhuis met achtererf                                     | Woonhuis                 | 1904                                     |                   | Oranje Nassaulaan 23, 25                                                                            | 51° 41' 21" NB, 5° 17' 44" OL | 522511 | Meer afbeeldingen                                                                     |
| Twee tussen het stationsplein en de parallelweg gesitueerde ijzeren perronoverkappingen | Transport                |                                          |                   | Stationsplein (stationskappen) 37                                                                   | 51° 41' 26" NB, 5° 17' 38" OL | 474774 | Meer afbeeldingen                                                                     |
| Woonhuis                                                                                | Woonhuis                 |                                          |                   | Stationsplein 2                                                                                     | 51° 41' 25" NB, 5° 17' 45" OL | 21850  | Meer afbeeldingen                                                                     |
| Woonhuis                                                                                | Woonhuis                 |                                          |                   | Stationsplein 4                                                                                     | 51° 41' 25" NB, 5° 17' 44" OL | 21851  | Woonhuis                                                                              |
| Drakenfontein                                                                           | Fontein                  | 1903                                     | J.J. Dony         | bij Stationsplein 2                                                                                 | 51° 41' 26" NB, 5° 17' 46" OL | 21852  | Meer afbeeldingen                                                                     |
| Woonhuis                                                                                | Woonhuis                 |                                          |                   | Stationsweg 15                                                                                      | 51° 41' 27" NB, 5° 17' 50" OL | 21854  | Meer afbeeldingen                                                                     |
| Woonhuis                                                                                | Woonhuis                 |                                          |                   | Stationsweg 17                                                                                      | 51° 41' 26" NB, 5° 17' 50" OL | 21855  | Meer afbeeldingen                                                                     |
| Oostelijke helft van woonblok                                                           | Woonhuis                 |                                          |                   | Stationsweg 19                                                                                      | 51° 41' 26" NB, 5° 17' 50" OL | 21856  | Meer afbeeldingen                                                                     |
| Woonhuis                                                                                | Woonhuis                 |                                          |                   | Stationsweg 21                                                                                      | 51° 41' 26" NB, 5° 17' 49" OL | 21857  | Meer afbeeldingen                                                                     |
| Woonhuis                                                                                | Woonhuis                 |                                          |                   | Stationsweg 23, 25                                                                                  | 51° 41' 26" NB, 5° 17' 49" OL | 21858  | Meer afbeeldingen                                                                     |
| Woonhuis                                                                                | Woonhuis                 |                                          |                   | Stationsweg 27                                                                                      | 51° 41' 26" NB, 5° 17' 48" OL | 21859  | Meer afbeeldingen                                                                     |
| Woonhuis                                                                                | Woonhuis                 |                                          |                   | Stationsweg 29, 31                                                                                  | 51° 41' 26" NB, 5° 17' 48" OL | 21860  | Meer afbeeldingen                                                                     |
| Woonhuis                                                                                | Woonhuis                 |                                          |                   | Stationsweg 33, 35                                                                                  | 51° 41' 26" NB, 5° 17' 48" OL | 21861  | Meer afbeeldingen                                                                     |
| Woonhuis                                                                                | Woonhuis                 |                                          |                   | Stationsweg 2                                                                                       | 51° 41' 25" NB, 5° 17' 53" OL | 21862  | Meer afbeeldingen                                                                     |
| Woonhuis                                                                                | Woonhuis                 |                                          |                   | Stationsweg 4                                                                                       | 51° 41' 25" NB, 5° 17' 52" OL | 21863  | Meer afbeeldingen                                                                     |
| Woonhuis                                                                                | Woonhuis                 |                                          |                   | Stationsweg 6                                                                                       | 51° 41' 25" NB, 5° 17' 52" OL | 21864  | Meer afbeeldingen                                                                     |
| Oostelijke helft van een woonblok                                                       | Woonhuis                 |                                          |                   | Stationsweg 8                                                                                       | 51° 41' 25" NB, 5° 17' 51" OL | 21865  | Meer afbeeldingen                                                                     |
| Woonhuis                                                                                | Woonhuis                 |                                          |                   | Stationsweg 10                                                                                      | 51° 41' 25" NB, 5° 17' 51" OL | 21866  | Meer afbeeldingen                                                                     |
| Woonhuis                                                                                | Woonhuis                 |                                          |                   | Stationsweg 12                                                                                      | 51° 41' 25" NB, 5° 17' 50" OL | 21867  | Meer afbeeldingen                                                                     |
| Woonhuis                                                                                | Woonhuis                 |                                          |                   | Stationsweg 14                                                                                      | 51° 41' 25" NB, 5° 17' 50" OL | 21868  | Meer afbeeldingen                                                                     |
| Oostelijke helft van een woonblok                                                       | Woonhuis                 |                                          |                   | Stationsweg 16                                                                                      | 51° 41' 25" NB, 5° 17' 50" OL | 21869  | Meer afbeeldingen                                                                     |
| Woonhuis                                                                                | Woonhuis                 |                                          |                   | Stationsweg 18                                                                                      | 51° 41' 25" NB, 5° 17' 49" OL | 21870  | Meer afbeeldingen                                                                     |
| Woonhuis                                                                                | Woonhuis                 |                                          |                   | Stationsweg 20                                                                                      | 51° 41' 25" NB, 5° 17' 49" OL | 21871  | Meer afbeeldingen                                                                     |
| Woonhuis                                                                                | Woonhuis                 |                                          |                   | Stationsweg 22                                                                                      | 51° 41' 25" NB, 5° 17' 48" OL | 21872  | Meer afbeeldingen                                                                     |
| Woonhuis                                                                                | Woonhuis                 |                                          |                   | Stationsweg 24                                                                                      | 51° 41' 25" NB, 5° 17' 48" OL | 21873  | Meer afbeeldingen                                                                     |
| Woonhuis                                                                                | Woonhuis                 |                                          |                   | Stationsweg 26                                                                                      | 51° 41' 25" NB, 5° 17' 47" OL | 21874  | Meer afbeeldingen                                                                     |
| Kapucijnenkerk                                                                          | Kerk en kerkonderdeel    | 1896                                     | Kees Baijens      | Van der Does de Willeboissingel 12                                                                  | 51° 41' 21" NB, 5° 17' 50" OL | 21597  | Meer afbeeldingen                                                                     |
| Woonhuis in Eclectische vormentaal en elementen van de Neo-Renaissance en Chaletstijl   | Woonhuis                 | 1896                                     | P.Th. Stornebrink | Van der Does de Willeboissingel 6, 7, 8, 9                                                          | 51° 41' 22" NB, 5° 17' 52" OL | 522398 | Meer afbeeldingen                                                                     |
| Woonhuis in Eclectische vormentaal en elementen van de Neo-Renaissance en Chaletstijl   | Woonhuis                 | 1890                                     | P.Th. Stornebrink | van der Does de Willeboissingel 10                                                                  | 51° 41' 21" NB, 5° 17' 52" OL | 522399 | Woonhuis in Eclectische vormentaal en elementen van de Neo-Renaissance en Chaletstijl |
| Kapucijnenklooster                                                                      | Klooster                 | ca. 1898                                 | Kees Baijens      | Van der Does de Willeboissingel 12                                                                  | 51° 41' 20" NB, 5° 17' 51" OL | 21598  | Meer afbeeldingen                                                                     |
| Villa                                                                                   | Woonhuis                 | 1911                                     | P. Kuiper jr.     | van der Does de Willeboissingel 13                                                                  | 51° 41' 17" NB, 5° 17' 49" OL | 522450 | Meer afbeeldingen                                                                     |
| Schoolgebouw en conciergewoning                                                         | Onderwijs en wetenschap  | 1926-1927                                | K.C. Suyling      | Van der Does de Willeboissingel 14, 15                                                              | 51° 41' 14" NB, 5° 17' 46" OL | 522451 | Schoolgebouw en conciergewoning                                                       |

## Zuid
In Zuid bevindt zich één rijksmonument.
| Object                  | Oorspronkelijke functie? | Bouwjaar | Architect | Locatie                   | Coördinaten?                  | Nr.?  | Afbeelding  |
| ----------------------- | ------------------------ | -------- | --------- | ------------------------- | ----------------------------- | ----- | ----------- |
| Fort Pettelaarse Schans | Fort; verdedigingswerk   | 1623     |           | De Pettelaarse Schans ong | 51° 40' 32" NB, 5° 19' 25" OL | 21952 | Upload foto |